# Шахов, Иван Александрович
Иван Александрович Шахов (род. 9 мая 1978 года) — российский спортсмен, заслуженный мастер спорта России (подводное ориентирование).

## Карьера
Неоднократный чемпион и призёр чемпионатов мира, Европы и России.
Также занимается тренерской работой.